# 1968年メキシコシティーオリンピックのアルゼンチン選手団
1968年メキシコシティーオリンピックのアルゼンチン選手団（1968ねんメキシコシティーオリンピックのアルゼンチンせんしゅだん）は、1968年10月12日から10月27日にかけてメキシコの首都メキシコシティーで開催された1968年メキシコシティーオリンピックのアルゼンチン選手団、およびその競技結果。

## 概要
今大会は銅メダル2個を獲得した。

## メダル
| メダル | 選手名          | 競技       | 種目           |
| ------ | --------------- | ---------- | -------------- |
| 銅     | Mario Guilloti  | ボクシング | ウェルター級   |
| 銅     | Alberto Demiddi | ボート     | シングルスカル |